# 草薙京
草薙京是電玩遊戲《KOF》系列登場角色。

## 概要
拳皇系列主角。「封印大蛇一族」的三神器家族之一－草薙一族之裔，家族神器為草薙之劍，標誌為烈陽。草薙家族能操縱赤炎，於一千八百年前曾與另外二神器家族－八尺瓊與八咫合力封印大蛇，但於660年前因八尺瓊家族為獲得大蛇之血而與大蛇訂下血盟，草薙與八尺瓊世代成為宿敵。父親是現任草薙家家主草薙柴舟，母親是草薙靜。
草薙京於15歲时就已有傳實力更勝其父柴舟，於18歲更獲得全日本異種格鬥技冠軍，並其後和二階堂紅丸與大門五郎組隊代表日本參與KOF94賽事。於KOF95其宿敵八神庵登場後開始逐步得知有關三神器和大蛇的宿命和歷史。
之後，他在KOF96前夕被大蛇一族領袖傑尼茲打敗，加上三神器的另一人神樂千鶴的登場後，令他和八神庵不得不合力對抗大蛇一族，並阻止和封印復活之大蛇，KOF97賽後得知女友小雪（聲：小島朋子）前世為大蛇一族的祭品後曾引起京的忿怒，最後和三神器合力苦戰並成功封印復活的大蛇，但卻被神秘組織NESTS捕獲而下落不明，在此期間被NESTS組織抽取基因並製造了大量的複製京而令自身力量下降，同時其赤炎也有部份被移植至另一人K'的身上。
KOF99時因八神庵突擊NESTS組織而令草薙京有機會逃離，之後便躲藏於暗處以逃避NESTS的追捕，而KOF2000期間其女友小雪曾被NESTS旗下的人員襲擊，幸好被剛好路過的八神庵解救，此事後，雖然與八神庵依舊敵對但關係已不像過去那般尖銳。KOF2001前夕突然出現於紅丸等人的面前邀請參賽而復出，NESTS瓦解後便一個人四處旅行，直到途中收到神樂千鶴的邀請，並在不可置信的情況下首次和自己的宿敵八神庵直接組成三神器隊參與KOF2003，賽後對偷襲千鶴並奪走她力量的阿修感到忿忿不平，XI'則因矢吹真吾的努力奔走下和八神庵共組京庵隊參賽，但在賽後和真吾一起被暴走的八神打倒而無力阻止阿修奪取八神的力量。XI'賽後從醫院逃離進行修練，直到XIII'時『遙遠彼方之來者』其中兩名成員出現於京的面前挑釁並送上大賽邀請函，為了將一切做個了結決定與紅丸和大門再組成日本隊參賽，並在賽後如願和八神庵進行久違的對決。
XIV'從父親柴舟那聽聞唐福祿的新弟子-瞬影身懷奇異的力量，加上又被紅丸告知此屆的KOF由初代冠軍舉辦，對此感到在意的京決定再次出席大會組隊參賽。賽後被神樂通知因維斯身亡後出現大蛇靈魂的消息，隨即趕往現場和另外兩人合作封印大蛇。
草薙京有一名自稱其弟子之後輩兼學弟的矢吹真吾，並與早期隊友大門五郎與二階堂紅丸為好友，同時還有在學校與自己同班的女友小雪。平時個性有些懶散和冷漠，由於常年參與格鬥賽事和修行導致其學校的課業嚴重落後其他人而無法畢業，但本人卻對此事漠不關心，在學校除了真吾和女友小雪外與他人互動不深，另外原本會被開除學籍的京也因為自己的盛名讓學校沾光，因而得以保留學籍但最後仍然沒有畢業，在家庭關係上與父親柴舟關係惡劣，反之與母親靜之間相處融洽，曾與堂兄蒼司爭奪草薙一族的當家之位而勝出，和女友小雪的關係因感情方面的遲鈍而進展不深。
在遊戲裡多了一個模式「大蛇」，火焰變成紫焰。

## 複製草薙京
出場於格鬥遊戲KOF中的一群設定多變的並非草薙京本尊的角色，使用草薙京的招式。大體分為KUSANAGI與直屬古利查力度(KRIZALID)的兩種型號的草薙京複製品KYO-1與KYO-2。

### KYO-1與KYO-2
- 出場於KOF99與KOF2002UM中。
- 遊戲中開場動作與真草薙京有別，氣氛詭異。
- 生日是7月5日，據悉是KOF99舉辦日。
- 在設定上討厭的東西是ORIGINAL，似乎意識到自己不是本尊。不擅長運動，重視遺傳因子。
- KYO-1的喜好是技的改良，KYO-2的喜好是技的複製，這可以解釋KOF99中KYO-1為何會有原創技。
- 在KOF99中按古利查力度的安排準備侵占世界各地，但途中全員被海頓(HEIDERN)回收。

### KUSANAGI
- 這個角色的獨立人格比較突出。但具有兩種不同設定。KOF2002的设定是纪念版草薙京，为纪念学生装的京。KOF2003的設定是神樂千鶴用自己體力造的幻影。直到KOF2002UM才被设定为克隆人。
- 似乎是唯一的一隻，沒有重複，而且認為自己是真正的草薙京，對八神庵和K'等有不屑之意。
- 聲優是岩田光央。其人聲音有野性，同時是草薙京原始設定霧島翔的聲優。
- 除了戰鬥場合，眼睛有殺意甚至泛紅，在有字幕的勝利畫面中造型也有暴走傾向。
- 和K9999的語言設定有惡搞AKIRA的嫌疑。
- 除名稱與武術流派同草薙，一切資料不明。招式名稱中也保留了草薙武術的編號。但無式的名稱是「零式」。
- 作為NESTS的複製京，從KOF2002UM的結局畫面中可以看出，似乎倖免了被滅亡的命運。